# ちょこっとイイコト 〜岡村ほんこん♥しあわせプロジェクト〜
『ちょこっとイイコト 〜岡村ほんこん♥しあわせプロジェクト〜』（ちょこっとイイコト おかむらほんこん しあわせプロジェクト）は、2011年4月29日から2012年3月16日まで、テレビ東京系列で毎週金曜19:57 - 20:54（JST）に放送されていたバラエティ番組。通称『ちょこっとイイコト』。

## 概要
かつて相方の矢部浩之とともに同じテレビ東京の『ASAYAN』へレギュラーで出演していた岡村隆史（ナインティナイン）と、「岡村とは実家が近所同士」というほんこん（130R）の冠番組で、岡村にとっては同局初の単独レギュラー番組。視聴者から公式サイトで募集した希望を、2人や「芸能人サポーター」（後述）によるロケを通じて実現させることから、「一ロケ一善＝1回のロケでイイコトを1つする!」というテーマを掲げていた。
実際には、古民家風のセットを組んだスタジオでのトークに、岡村とほんこん（またはどちらか1名）主体のロケ企画を織り交ぜながら放送。東京近県や離島・秘境でもロケを実施するため、紀行番組の要素も見受けられる。その一方で、2011年6月17日の「2時間スペシャル」からは、独身の岡村による婚活を真剣に応援する企画として「岡村隆史の結婚プロジェクト」をほぼ毎回放送していた。
しかし2012年3月16日に当番組を終了させたうえで、同年4月13日から『家族になろう（よ）』（2012年9月終了）にリニューアル。当番組から一部の企画を引き継いだほか、岡村・ほんこんも続投した。

### 放送時間について
- 2011年9月30日までは、19:54 - 20:54に放送。同年10月からは、19:53 - 19:57にミニ番組『ヴィーナスの秘密』を編成した関係で、当番組の放送開始時間を19:57に変更。レギュラー放送では、『ヴィーナスの秘密』からステブレレスで放送していた。ちなみに、テレビ東京で19:57から放送するレギュラー番組は、2009年9月まで毎週木曜日に放送されていた『チャンピオンズ〜達人のワザが世界を救う〜』以来2年振りであった。
- 初回は、放送枠を19:00 - 20:54に拡大した「2時間スペシャル」として放送。以降も、ロケ企画の内容に応じて「2時間スペシャル」を編成することがあった[4]。ただし番組改編期には、この放送枠で他の特別番組を編成するため、当番組の放送を2〜3週にわたって休止していた。なお、後継番組の『家族になろう（よ）』でも、初回に同じ放送枠で2時間スペシャルを放送していた。

## 出演

### メインパーソナリティ
- 岡村隆史（ナインティナイン、「岡村隆史の結婚プロジェクト」では"結婚したい男"と紹介）
- ほんこん（130R）

### 進行
いずれも出演時点でテレビ東京のアナウンサー

- 松丸友紀（主に「岡村隆史の結婚プロジェクト」を担当）
- 紺野あさ美（元・モーニング娘。5期メンバー、松丸の代役で不定期出演）[5]
  - 岡村とはモーニング娘。時代にたびたび番組で共演。2012年1月13日放送の『「岡村隆史結婚プロジェクト」イッキに見せますスペシャル!』では、同局への入社後初めて、モーニング娘。や関連ユニットで一緒に活動した矢口真里・藤本美貴とのスタジオ共演も果たしている。

### 芸能人サポーター
当番組では毎回、複数の芸能人・著名人がスタジオまたはロケに登場。以下では、1回だけ出演した「ゲスト」や上記の子役タレントと区別する目的で、複数回にわたって出演した人物を「芸能人サポーター」として記載する。

☆：「岡村隆史の結婚プロジェクト」の後見人として出演

★：主にロケ企画へ出演

- 田村亮（ロンドンブーツ1号2号）☆
- 博多大吉（華丸・大吉）☆
- 藤本美貴☆[6]
- 堀ちえみ☆
- 榊原郁恵☆
- つるの剛士☆
- 渡部陽一☆
- 板尾創路（130R）★
- 田中直樹（ココリコ）★
- 杉浦太陽★
- 坂下千里子★
- あき竹城★
- 小森純★
- 山瀬まみ★
- 里田まい
- 矢口真里
- 小倉優子
- はるな愛
- 木下優樹菜
- からくりどーる（手品師、初期のスタジオレギュラー）
- ナオト・インティライミ

一部の「芸能人サポーター」や「ゲスト」は、スタジオやロケに出演しない回にも、「岡村隆史の結婚プロジェクト」などに向けてVTRでコメントを寄せていた。

## 主な放送内容

### ロケ企画
実際には多岐にわたるため、公式サイトで公表されている「しあわせプロジェクト案」などを基に、複数の回にわたって放送された企画のみ記載。

岡村・ほんこんのちょこっと表彰

- 「岡村隆史の結婚プロジェクト」を開始するまでのメイン企画。岡村・ほんこんが東京から離れた街を散策。地元の人々と交流しながら、2人が「頑張っている」と感じた人を直々に表彰する。実際には、沖縄県久高島編と山梨県小菅村編が、いずれも2回にわたって放送された。

ほんこんの日本子だくさん計画　幸せの黄色いハンカチ

- 初回から放送されたほんこんメインの企画。日本社会の少子化傾向に一石を投じる目的で、ほんこんと「芸能人サポーター」の坂下千里子・杉浦太陽（いずれも既婚者）が街中で既婚の男性を探索。取材に応じた男性と配偶者の仲を取り持ちながら、子作りを勧める。実際には、大阪編と京都編が放送された。

100歳トモダチコレクション

- 「芸能人サポーター」の板尾創路（130R、ほんこんの相方）によるロケ企画。視聴者からの情報などを基に、全国各地に住む100歳の高齢者を板尾が訪問。農作業を手伝ったり、一緒に入浴したりしながら、長寿や健康の秘訣を訊く。
- 2011年7月8日放送の「2時間スペシャル」では、福岡市に住む100歳の福岡ソフトバンクホークスファンの男性が、板尾からのサプライズ企画としてヤフードーム内で小久保裕紀（ホークス内野手）と対面するシーンが放送された。

芸能界で活躍する子供たちに思い出を! 岡村先生と遠足に行きた〜い

- 岡村単独のロケ企画。芸能界で活躍する子役タレントや歌手（芦田愛菜・濱田龍臣・大橋のぞみ・本田望結・さくらまやなど）の思い出作りを目的に、岡村が楽しい遠足をプロデュース。岡村自身が子役1名とともに、公共交通機関を利用しながら、半日（または1日）がかりで東京都内（または近郊）の観光地を巡る。放送回によっては、ロケ先に詳しい芸能人が同行したり、子役タレントが会いたい人物がロケ先に登場したりすることがある。
- 芦田は、当企画にたびたび参加。当番組でも、芦田の直筆による絵とタイトル文字を、オープニングに採用していた。
- 2011年10月17日の「2時間スペシャル」では、当企画を2部構成で放送。岡村・芦田の遠足企画に加えて、実写映画『モテキ』（テレビ東京と東宝の共同制作で同年9月24日から公開）のプロモーションの一環で、同作品に出演の長澤まさみと岡村による横浜での遠足企画も組み込まれた。
- 当番組の最終回では、芦田・大橋・浜田・本田・さくら・長澤が登場した回のダイジェスト映像を交えながら、「家族で行きたい!春の旅行最強スポットランキング」を放送。上記の人物が選んだ「最強スポットベスト3」とともに、ランキング対象の施設や飲食店による視聴者・期間限定のサービスを紹介した。

ほんこんのオフに行ってきました

- ほんこんがオフ（休日）を返上したうえで、視聴者から寄せられた「ちょこっとして欲しいコト」に手を貸す企画。放送上は、オフを満喫中のほんこんの下を「芸能人サポーター」が訪れたうえで、ほんこんを半信半疑のまま当コーナーのロケへ連れ出す趣向になっている。もっとも、「子供と一緒に遊んで欲しい」というリクエストによるロケでは、私生活でも"父親"であるほんこんの子煩悩な一面が見られることが多かった。

今までお世話になりました!さよなら父娘温泉

- 結婚を間近に控えた娘とその父親数組を対象に、1泊2日の温泉旅行をプロデュース。ほんこんと「芸能人サポーター」が宿泊先に赴いたうえで、娘にとっての独身最後の思い出作り（父親と二人っきりで温泉に入って父親の背中を流すことなど）を手伝う。放送回によっては、「芸能人サポーター」の代わりにゲストを迎えることもある。
- 2012年3月9日には、ほんこんと「芸能人サポーター」のつるの剛士のプロデュースによる当企画の特別編を放送。「芸能人サポーター」の1人で、前年12月に斉藤和巳（当時福岡ソフトバンクホークスコーチ）と結婚したばかりのスザンヌが、義父の藤本博之（競輪選手）とともに出演した[7]。この企画では、2012年3月で競輪界から引退することを表明していた藤本のために、スザンヌのアイデアで「手作り引退式」を開いたシーンも放送された。

人気商品ガチ値切り・半額王!

- 「1人でも多く、1日でも長く、絶対半額!」をテーマに掲げる岡村メインのロケ企画で、田中直樹（ココリコ）などの「芸能人サポーター」やゲストが同行。視聴者の代表が参加することもある。
- 放送上は、「取材」と称して世間からの人気・評判が高い店舗を訪問。取材先の商品・サービスをひと通り絶賛してから、その商品・サービスを店頭価格の半額で提供するように交渉する。交渉の成果を「（商品・サービス・期間限定の）値引き」という形で視聴者に還元することを目的に置いているため、訪問先は飲食店チェーンが多い。また、「ブランド王ロイヤル」（ブランド製品の買取専門店）には、毎回必ず訪問。巨大なリーゼントで知られる同社社長の森田勉も登場する。
- 値引き交渉では、岡村や田中を先頭に、取材先の特徴をとらえたアイデア（「〜周年記念」など）を提示。いわゆる「アポなし」で交渉するため、取材先によっては、取材相手が店頭価格の決定権を持つ人物（社長や広報担当者など）に判断を仰ぐシーンも見られる。なお、交渉で実現した値引きサービスを受けるには、交渉成立後に岡村が示すキーワードを料金精算の際に告げることが条件になる。

### 岡村隆史の結婚プロジェクト
かねてから結婚願望を持ちながら、本格的な婚活に踏み切れなかった岡村自身の提案で実現した企画で、テーマソングは「ベイビー・アイラブユー」（シェネルによる英語でのカバーバージョン）。
当番組では、スタジオでの公開お見合いとお見合い成立後の真剣な交際を前提に、公式サイトなどで20歳以上の独身女性を募集。松丸友紀（テレビ東京アナウンサー）を進行役、複数の「芸能人サポーター」を後見人に据えたうえで、数回にわたってお見合いや（岡村が交際を求めた女性との）デートを実現させてきた。
2011年末からは、岡村がお見合い相手の1人（女性経営者）と真剣にデートを重ねる模様を、数週にわたって放送した。しかし、当番組への出演を機にその女性を取り巻く状況が急速に変わったため、双方の意向で2012年2月から交際を中断。その後で女性が交際の辞退を申し出たこともあって、当プロジェクトは『家族になろう（よ）』へ持ち越された。同番組では、岡村に加えて数名の独身の芸能人がプロジェクトに参加していたが、いずれも交際には至らなかった。ちなみに岡村は、放送終了後の2020年10月10日に、当番組と無関係の女性と実際に結婚している。

### 公開お見合い
当企画開始時点で40歳の岡村は、結婚相手について、以下の条件を示している。
- 年齢20歳以上の独身女性
- 上戸彩か新垣結衣に"うっすらでいいから"似ている方
- 友達や知り合いにきちんと挨拶できる方
- 後輩に紹介しても偉そうにしない、ちゃんとした方

当企画では、以上の条件をすべて満たしていると思われる女性を、自薦・（本人が承諾したうえでの）他薦を問わず公式サイトなどで募集。642名の応募者の中から、多数のカップルを成婚へ導いた仲人（山田由美子・丸山和子・植草美幸など数名の全国仲人協会・日本仲人連盟会員、放送上の呼称は「仲人軍団」）などが面談で選んだ女性を、岡村とのお見合いに臨ませている。ただし放送上は、一般的なお見合いの手順を踏まえながら、以下のルールに沿って企画を進めている。
- ほんこん、松丸、「仲人軍団」、後見人役の「芸能人サポーター」は、スタジオでお見合いが始まると、「我々はそろそろドロンしましょうか」というほんこんの一言で一斉に退席。別室でモニター越しにお見合いの一部始終を見守ってから、お見合いの終了とともにスタジオへ戻る。ただし、以上の人物や岡村にはイヤホンを装着。お見合い中に気になったことや、お見合い相手の女性に訊いて欲しいことを、岡村へ指示できるようになっている。
- 岡村はお見合いを終えれば、当日中に相手の女性へ向けて、番組スタッフ→仲人経由で交際の意思の有無を伝える[10]。交際の意思を示した場合には、岡村がデートプランを立てたうえで、後日相手の女性とデート。当番組では、2人の行動や言動に極力配慮しながら、デートの模様に密着する[11]。
- 岡村はお見合いで選んだ女性との交際期間中に、（その女性への礼を失するという理由で）他の応募者とのお見合いはおろか、彼女たちに関するプロフィールの閲覧すらできない（後述）。
- 岡村は、デートを終えるたびに、交際続行の是非を判断。番組スタッフ経由で相手の女性に交際打ち切りの旨を伝えた場合には、「仲人軍団」が勧める他の応募者とのお見合いに臨む。

ちなみに岡村は、他企画のロケや、他局での番組出演の合間を縫ってデート。放送上は、後見人役の「芸能人サポーター」がスタジオや居酒屋に待機したうえで、岡村からデートの感想や相手の女性の印象を聞くことが多い。また、お見合いの合間には、「仲人軍団」や既婚の「芸能人サポーター」などによる結婚相手選びやデートのアドバイスも随時紹介していた。

### 「女性自身」からの応援
光文社発行の女性週刊誌「女性自身」では2003年に、当時独身だった蛭子能収の誌上お見合い企画を実施。その結果、蛭子は応募者の1人（現在の妻）と結婚することになった。同誌ではこの実績を基に、「岡村隆史の結婚プロジェクト」への応援を表明。当番組との連動企画として、2011年10月11日付の誌面で岡村のお見合い相手を募集したところ、273名の独身女性が応じた。
しかし、岡村は上記の募集を締め切った時点で、前述の女性経営者との交際を開始。そこで当番組では、松丸が「女性自身」の担当編集者と岡村を引き合わせたうえで、「交際の継続」か「同誌に応募してきた女性のプロフィールの閲覧（交際打ち切り）」のいずれかを選ぶことを岡村に求めた。この結果、岡村が交際継続の意思を示したため、同誌による誌上お見合い企画は終了。ただし、同誌では企画終了後も、特集記事などで「岡村隆史の結婚プロジェクト」への応援を続ける姿勢を示していた。

### 派生企画
当番組では、「岡村隆史の結婚プロジェクト」の開始を機に、独身男性の婚活を応援する企画を次々と実施。『家族になろう（よ）』では、「ほんこんの福男プロジェクト」として、一部の企画を引き継いでいた。

#### テレビから突然プロポーズ
交際中の女性へのプロポーズを望む独身男性が参加できる企画として、2011年7月8日放送分からスタート。1組のカップルについて、以下の構成で2回にわたって放送する。
- 前編（スタジオセットからのプロポーズ）：岡村とほんこんが、古民家風セットの縁側から進行。オープニングでは、縁側の背後にある障子を閉鎖。2人も参加者に関する情報を一切明かさない。その後、「テレビから突然プロポーズ!」という岡村の言葉でスタッフが障子を両側に開けると、障子の向こう側の部屋で待機していた参加者が正座姿で登場。交際中の女性が放送を視聴していることを前提に、プロポーズの言葉を述べる。ちなみに、障子が開く直前の映像では、「プロポーズまであと○秒」というカウントダウン形式の字幕が表示される。
- 後編（参加者の自宅でのロケ）：前編の模様を放送中に収録。参加者が交際中の女性へ上記の収録を知らせていないことを前提に、プロポーズを見た直後の女性や家族などの反応を撮影する。放送上は、相手の女性がプロポーズを受け入れる姿勢を示した時点で、「プロポーズ成功」とみなしている。

#### 老舗旅館を守れ!新女将紹介します
ほんこん・山瀬まみ・「仲人軍団」によるロケ企画として、2011年11月18日放送分からスタート。老舗旅館を取り仕切る独身の若旦那を対象に、「仲人軍団」が女将候補を紹介。「岡村隆史の結婚プロジェクト」と同じ手順で、お見合いの実施から交際決定までのプロセスに密着する。過去には、箱根湯本（神奈川県）と下呂（岐阜県）にある温泉旅館で、それぞれお見合いを実施した。
2011年12月23日放送分の「2時間スペシャル」では、「（箱根湯本でのお見合いに出た一般女性と交際中の）若旦那と直々に話したい」という岡村の興味から、お見合いの場になった箱根湯本の旅館を「岡村隆史の結婚プロジェクト」でのデート先に選定。旅館内の一室で、岡村と若旦那が結婚について話し込むシーンも放送された。2012年3月2日の放送では、（岡村より先に）若旦那がお見合い相手と実際に婚約したことをVTRで紹介。当企画から初めてカップルが成立した。

## スタッフ
- ナレーター：TARAKO
- 構成：塩野智章、北本かつら、榊暁彦、大塚博信、寺田智和、ビル坂恵
- 技術：近藤剛史（以前はカメラ）
- カメラ：吉田健吾（以前は技術）
- ENG：五十嵐陽、岸賢俊
- VE：三浦宏一
- 音声：臼本泰一
- 照明：山崎康紀、古川雅士
- 技術協力：麻布プラザ、スウィッシュジャパン、mabu、デジデリック、ナックビジュアル
- アートプロデューサー：薬王寺哲朗
- デザイン：三重野基
- 美術進行：仙田拓也
- 大道具：土田恵祐
- 小道具：舘直樹
- 美術協力：テレビ東京アート
- CG：杉山健、松山真浩
- イラスト：高橋玲子
- 編集：曽根隼一
- MA：熊井明子
- 音効：竹内陽、高橋健人
- 番宣：外池由美
- 企画推進：日枝広道（電通）
- リサーチ：スコープ、吉田真理子
- 制作進行：須ノ内友恵
- AD：岩下裕一郎、徳永雄治
- AP：遠藤充子、杤竜也
- ディレクター：田川裕也、高橋敬治、長坂信行、藤枝彰、鈴木顕尚、鈴木拓也、森俊平、杠政寛、西村啓志
- 演出：松本真
- 総合演出：堤本幸男
- プロデューサー：伊藤隆行、塩原幸雄、宮本稔久、今滝陽介
- 協力：BEEPS
- 制作協力：吉本興業、バックアップメディア
- 製作著作：テレビ東京

### 過去のスタッフ
- MA：飯田太志
- 音効：福永真弓
- 編成：三沢大助
- 営業：渡邊由佳子
- AP：沖本翔子
- プロデューサー：竹本夏絵

## 放送局
| 放送対象地域   | 放送局         | 系列           | 放送日時           | ネット状況 |
| -------------- | -------------- | -------------- | ------------------ | ---------- |
| 関東広域圏     | テレビ東京     | テレビ東京系列 | 金曜 19:57 - 20:54 | 制作局     |
| 北海道         | テレビ北海道   | テレビ東京系列 | 金曜 19:57 - 20:54 | 同時ネット |
| 愛知県         | テレビ愛知     | テレビ東京系列 | 金曜 19:57 - 20:54 | 同時ネット |
| 大阪府         | テレビ大阪     | テレビ東京系列 | 金曜 19:57 - 20:54 | 同時ネット |
| 岡山県・香川県 | テレビせとうち | テレビ東京系列 | 金曜 19:57 - 20:54 | 同時ネット |
| 福岡県         | TVQ九州放送    | テレビ東京系列 | 金曜 19:57 - 20:54 | 同時ネット |
| 滋賀県         | びわ湖放送     | JAITS          | 金曜 19:57 - 20:54 | 同時ネット |
| 奈良県         | 奈良テレビ     | JAITS          | 金曜 19:57 - 20:54 | 同時ネット |
| 和歌山県       | テレビ和歌山   | JAITS          | 金曜 20:00 - 20:55 | 遅れネット |
| 岩手県         | テレビ岩手     | 日本テレビ系列 | 日曜 12:35 - 13:30 | 遅れネット |
| 秋田県         | 秋田放送       | 日本テレビ系列 | 土曜 12:55 - 13:55 | 遅れネット |
| 福島県         | 福島中央テレビ | 日本テレビ系列 | 土曜 15:30 - 16:25 | 遅れネット |
| 長野県         | テレビ信州     | 日本テレビ系列 | 日曜 16:25 - 17:25 | 遅れネット |
| 山口県         | 山口放送       | 日本テレビ系列 | 火曜 9:25 - 10:20  | 遅れネット |
| 高知県         | 高知放送       | 日本テレビ系列 | 金曜 24:58 - 25:53 | 遅れネット |
| 宮城県         | 仙台放送       | フジテレビ系列 | 日曜 13:56 - 14:56 | 遅れネット |
| 富山県         | 富山テレビ     | フジテレビ系列 | 日曜 13:25 - 14:25 | 遅れネット |
| 石川県         | 石川テレビ     | フジテレビ系列 | 日曜 14:00 - 14:57 | 遅れネット |
| 福井県         | 福井テレビ     | フジテレビ系列 | 土曜 12:00 - 12:55 | 遅れネット |
| 広島県         | テレビ新広島   | フジテレビ系列 | 日曜 12:00 - 13:00 | 遅れネット |
| 鹿児島県       | 鹿児島テレビ   | フジテレビ系列 | 土曜 14:00 - 14:55 | 遅れネット |
| 山形県         | テレビユー山形 | TBS系列        | 土曜 12:00 - 12:54 | 遅れネット |
| 新潟県         | 新潟放送       | TBS系列        | 土曜 9:25 - 10:25  | 遅れネット |
| 島根県・鳥取県 | 山陰放送       | TBS系列        | 金曜 10:30 - 11:25 | 遅れネット |
| 愛媛県         | あいテレビ     | TBS系列        | 水曜 23:50 - 24:45 | 遅れネット |
| 熊本県         | 熊本放送       | TBS系列        | 日曜 13:00 - 14:00 | 遅れネット |
| 大分県         | 大分放送       | TBS系列        | 土曜 13:00 - 14:00 | 遅れネット |
| 宮崎県         | 宮崎放送       | TBS系列        | 土曜 13:00 - 13:54 | 遅れネット |
| 長崎県         | 長崎文化放送   | テレビ朝日系列 | 土曜 13:00 - 14:00 | 遅れネット |
| 静岡県         | 静岡朝日テレビ | テレビ朝日系列 | 火曜 24:55 - 25:55 | 遅れネット |